# F-dur

Znaki chromatyczne w gamie F-dur

Diagram akordu F-dur dla gitary

F-dur – tonacja muzyczna, oparta na skali durowej, której toniką jest dźwięk f. Zawiera dźwięki: f, g, a, b, c, d, e. Tonacja F-dur zawiera jeden bemol.
Gama F-dur ma przy kluczach bemol b
| Gama F-dur zapisana za pomocą przygodnych znaków chromatycznych | Audio playback is not supported in your browser. You can download the audio file.                                                                               |
| Gama F-dur zapisana za pomocą znaków przykluczowych             | \relative f'{ \key f \major \override Staff.TimeSignature #'stencil = ##f \cadenzaOn f1 g a bes c d e f \cadenzaOff } \addlyrics { \small { f g a b c d e f } } |

Pokrewną jej molową tonacją równoległą jest d-moll, jednoimienną molową – f-moll.
F-dur to także akord, zbudowany z pierwszego (f), trzeciego (a) i piątego (c) stopnia gamy F-dur. 
| Akord F-dur | Audio playback is not supported in your browser. You can download the audio file. |

Znane dzieła w tonacji F-dur:
- Ludwig van Beethoven - VI Symfonia Pastoralna, VIII Symfonia
- Johannes Brahms - III Symfonia
- Franz Schubert - Oktet